# RRP1
El homólogo A de la proteína de procesamiento de ARN ribosómico 1 es una proteína que en humanos está codificada por el gen RRP1.
La proteína codificada por este gen es el homólogo putativo de la proteína de procesamiento de ARN ribosómico de levadura RRP1. La proteína codificada está involucrada en las últimas etapas de la nucleologénesis al final de la mitosis y puede ser necesaria para la generación de ARNr 28S.